# Tanout
Tanout es una comuna urbana de Níger, chef-lieu del departamento homónimo en la región de Zinder. En diciembre de 2012 presentaba una población censada de 154 238 habitantes, de los cuales 76 839 eran hombres y 77 399 eran mujeres.
El área de la comuna fue explorada por Heinrich Barth en 1851. La localidad se desarrolló a partir de 1915, cuando los colonos franceses establecieron aquí una sede administrativa civil y militar. La población está formada principalmente por kanuris, fulanis y tuaregs. La economía es principalmente agropastoral, aunque también incluye ganadería nómada y comercio.
Se encuentra situada en el centro-sur del país, unos 120 km al norte de la capital regional Zinder sobre la carretera RN11 que lleva a Agadez.